# CKD
CKD är en förkortning för engelskans Completely Knocked-Down kits. Det typiska är att delarna tillverkas på en plats och sedan exporteras till ett annat land eller region där de sätts samman. Utöver complete knock-down (CKD) finns även semi-knocked-down kit (SKD). Denna typ av tillverkning är vanligt inom bland annat fordonsindustrin.
Huvudorsaken till CKD-tillverkning är oftast höga importtullar som kan undvikas genom att importera enskilda delar som sedan sätta samman på plats i landet. Det också vanligt att delar tillverkas i landet jämte de delar som importeras, så kallat local content eller national content. Fördelen för tillverkaren är att kostnaderna hålls nere genom att inte fullständig produktion i ett land startas upp, till exempel kan kostsamma byggnationer av anläggningar för karosstillverkning och lackering undvikas.
Bland de tillverkare som tidigt började med CKD-tillverkning hörde Ford Motor Company när bolaget började sin exportverksamhet. I Sverige skedde detta t.ex. i Fordhuset i Stockholms frihamn. I Danmark etablerade under 1920-talet både Ford och GM sammansättningsfabriker. Volvo etablerade sin Halifax-fabrik i Kanada 1963 för CKD-tillverkning. 
CKD-tillverkning har blivit vanligt i Ryssland och Ukraina där bland annat BMW och Volkswagen har CKD/SKD-fabriker.